# Vierblättriger Hornklee
Der Vierblättrige Hornklee (Lotus tetraphyllus) ist eine Pflanzenart aus der Gattung Hornklee (Lotus) in der Unterfamilie der Schmetterlingsblütler (Faboideae). Er kommt nur auf den Balearen vor.

## Beschreibung

### Vegetative Merkmale
Der Vierblättrige Hornklee ist eine ausdauernde krautige Pflanze. Der niederliegende oder aufsteigende, verzweigte Stängel ist 20 bis 30 Zentimeter lang und kann an seiner Basis verholzen. Die oberirdischen Pflanzenteile sind mehr oder weniger dicht seidig behaart.
Die Laubblätter sind in Blattstiel und -spreite gegliedert. Die Blattspreite ist dreiteilig gefiedert mit einem weiteren meist kleineren basalen Blättchen. Die oberen größeren Blättchen sind bei einer Länge von 1,5 bis 6,5 Millimetern sowie einer Breite von 0,8 bis 4,3 Millimetern im Umriss dreieckig oder verkehrt-herzförmig und sind oft an am oberen Ende ausgerandet sowie mit einer kleinen Spitze versehen.

### Generative Merkmale
Die Blütezeit reicht von März bis Juli. Der 5 bis 7,5 Zentimeter lange Blütenstiel trägt nur eine Blüte und ein kleines dreiteiliges Tragblatt.
Die zwittrige Blüte ist zygomorph und fünfzählig mit doppelter Blütenhülle. Der Kelch ist zweilippig und besonders am Rand und auf den Nerven behaart. Die Kelchröhre ist 2 bis 2,5 Millimeter lang. Die Kelchzähne sind dreieckig, die oberen sind nach oben gekrümmt. Die Blütenkrone besitzt die Form einer Schmetterlingsblüte und ist 6,5 bis 9,5 Millimeter lang. Die Fahne ist gelb oder außen schmutzig violett. Flügel und Schiffchen sind gelb.
Die gerade Hülsenfrucht ist 10 bis 5 Millimeter lang sowie etwa 1,5 Millimeter breit und enthält 15 bis 20 Samen.
Die Chromosomenzahl beträgt 2n = 24.

## Vorkommen
Der Vierblättrige Hornklee kommt nur auf den Balearen vor. Er gedeiht in Höhenlagen von 30 bis 1000 Metern.

## Taxonomie
Die Erstveröffentlichung von Lotus tetraphyllus erfolgte 1774 durch Carl von Linné in Systema vegetabilium (J.A.Murray), 13. Auflage, Band 13, S. 575.